# Claude Durrens
Claude Durrens, né le 22 août 1921 à Cenon en Gironde et mort le 20 décembre 2002 à Bordeaux, est un graveur français, connu notamment pour des timbres-poste et des billets de banque.

## Biographie
Né en Gironde, Claude Durrens suit des études de gravure ponctuées pendant la Seconde Guerre mondiale en 1941 par un premier prix de gravure de la ville de Toulouse. Après-guerre, il obtient celui de la ville de Bordeaux en 1946. 
Ses études à l'École nationale supérieure des beaux-arts (il y est élève de Robert Cami) sont en 1952 couronnées d'un prix de Rome en taille-douce pour son Combat du jour et de la nuit.
Sa carrière philatélique commence en 1959 avec les deux timbres « Production bananière » pour le Cameroun. Deux mois plus tard, le 23 mai 1959, est émis un timbre dessiné par Jacques Combet et gravé par Durrens sur le site d'Hassi-Messaoud. Le premier timbre qu'il dessine et grave seul paraît en février 1960 et représente le musée d'art et d'industrie de Saint-Étienne. 
En 1967, il grave le timbre d'usage courant « Marianne de Cheffer », dix ans après le décès de son dessinateur, Henry Cheffer. Il est l'auteur d'un timbre « Marianne » resté non émis et a gravé une autre effigie « Marianne » de Cyril de La Patellière du concours de 1989.
Son dernier timbre-poste est émis en 1997 en l'honneur du Collège de France. Durrens a gravé près de 400 timbres pour la France et plusieurs pays francophones.
Il a aussi gravé deux billets de banque : 500 francs Pascal à l'effigie de Pascal et le 200 francs Montesquieu à l'effigie de Montesquieu. Il a également illustré des livres et utilisé plusieurs techniques : taille-douce, burin, aquatinte, eau-forte, etc.

## Récompenses
- Grand prix de l'Art philatélique 1961, 1964 et 1966, notamment pour la Marianne de Cheffer.